# Cokie the Clown
Cokie the Clown es un EP de NOFX Lanzado el 24 de noviembre de 2009 a través de Fat Wreck Chords. El EP Fue lanzado Como un CD con 5 canciones, y dos Vinilos por separado con el título Cokie the Clown y My Orphan Year. Las pistas de este lanzamiento fueron escritas y grabadas durante la grabación de Coaster. La canción "Co-Dependence Day" Fue previamente lanzada en el Warped Tour 2009 Tour Compilation.

## Lista de pistas
Cokie the Clown CD
1. "Cokie the Clown"
2. "Straight Outta Massachusetts"
3. "Fermented and Flailing"
4. "Co-Dependence Day"
5. "My Orphan Year (Acoustic)"

Cokie the Clown Vinilo
1. "Cokie the Clown"
2. "Co-Dependence Day"
3. "Straight Outta Massachusetts"

My Orphan Year Vinilo
1. "My Orphan Year (Acoustic)"
2. "Fermented and Flailing"

## Personal
NOFX
- Fat Mike – Voces, bajo
- Eric Melvin – guitarra, voces
- El Hefe – guitarra, voces
- Erik Sandin – Batería